# La danzatrice del sobborgo
La danzatrice del sobborgo (The Heart of a Child) è un film muto del 1920 diretto da Ray C. Smallwood. La sceneggiatura di Charles Bryant si basa sull'omonimo romanzo di Frank Danby (pseudonimo di Mrs. Julia Davis Frankau) pubblicato a Londra nel 1908. Prodotto dalla Metro Pictures Corporation e dalla Nazimova Productions, il film aveva come interpreti Nazimova, Charles Bryant, Claire Du Brey.

## Trama
Sally Snape, ballerina di talento nata in un povero quartiere dei sobborghi di Londra, un giorno - mentre sta tornando a casa - viene investita da un'auto guidata da lady Dorothea. Lord Kidderminster, uno dei passeggeri, vuole risarcire la ragazza e, rendendosi conto della sua grazia naturale, le trova lavoro come modella. Sally attira l'attenzione del direttore di un teatro che, con il sostegno finanziario di lord Kidderminster, le affida la parte di protagonista in un suo spettacolo. Tutti presto si accorgono che il nobiluomo comincia a infatuarsi della sua protetta e la cosa suscita la gelosia di Dorothea e la disapprovazione dei suoi genitori, lord e lady Fortive. Dorothea, nel tentativo di rovinare la nascente storia d'amore tra Sally e Kidderminster, mette i due in una situazione compromettente ma il suo piano fallisce miseramente perché lui, presa al balzo l'occasione, si propone a Sally, chiedendole di diventare sua moglie. Lord e lady Fortive sono così costretti a incontrare Sally e, davanti alla sua innocenza, riconoscono di essere stati affrettati nei loro giudizi. La ragazza dimostra di possedere un vero "cuore di bambina" e la sua purezza induce i due nobili genitori a benedire le sue nozze con il figlio.

## Produzione
Il film fu prodotto dalla Metro Pictures Corporation e dalla Nazimova Productions.

## Distribuzione
Il copyright del film, richiesto dalla Metro, fu registrato il 19 aprile 1920 con il numero LP15027.
Distribuito dalla Metro Pictures Corporation, il film uscì nelle sale statunitensi l'11 aprile 1920. In Francia, fu distribuito il 3 febbraio 1920 dalla Phocea Film con il titolo La Danseuse Étoile. In Italia, distribuito dalla Fux, ottenne il visto di censura numero 17229 nel luglio 1922.
Non si conoscono copie ancora esistenti della pellicola che viene considerata presumibilmente perduta.